# John Livingston Nevius

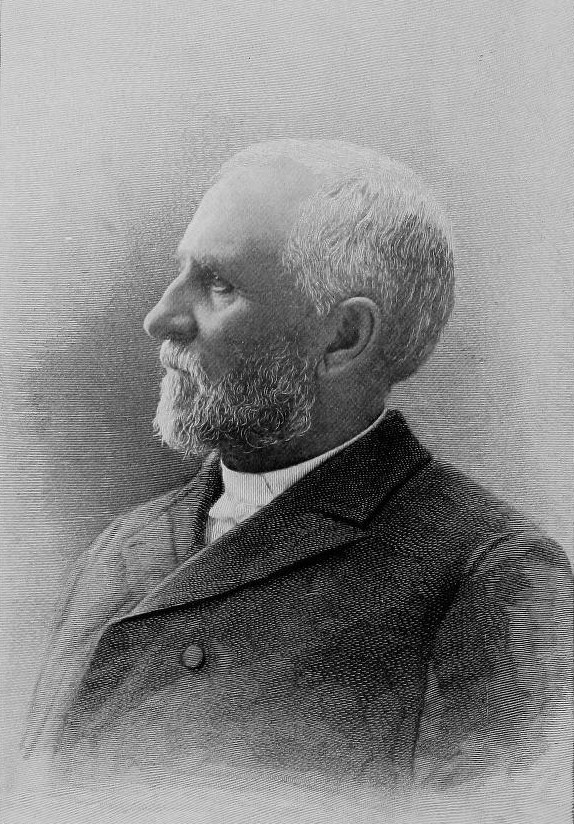
John Livingston Nevius

John Livingston Nevius (* 4. März 1829 in Ovid, Seneca County, New York, Vereinigte Staaten; † 19. Oktober 1893 in Chefoo, Yantai, Shandong, China) war ein US-amerikanischer presbyterianischer Missionar in China und Korea. Er wurde international durch die Nevius-Methode bekannt, die er im Laufe seiner langjährigen Missionsarbeit für den Gemeindebau entwickelt, gelehrt und publiziert hatte.

## Leben
Nevius war ein Sohn von Benjamin Nevius, der Sonntagsschullehrer in einer presbyterianischen Kirche war. Sein Vater starb, als John 18 Monate alt war, die Mutter heiratete später erneut in Neuengland. Er blieb in dieser Zeit ein Jahr bei seinen Großeltern. Mit seinem Bruder Reuben besuchte er 1845 das Union College in Schenectady in New York und ab 1850 das Princeton Theological Seminary, wo er 1853 einen Bachelor erhielt. Im Januar 1851, während seiner Zeit in Princeton, erhielt er den Ruf für die Außenmission, 1853 wurde er ordiniert und vom Presbyterian Board of Foreign Missions aufgenommen. Zusammen mit seiner Frau Helen Coan reisten sie im September 1853 von Boston nach Shanghai in China, wo sie sechs Monate später ankamen. Kurz darauf reisten sie nach Ningpo weiter. Sie lernten die chinesische Sprache gut ein Jahr lang, danach begann er zu lehren und zu predigen in der Provinz Shandong. 1857 musste seine Frau aus gesundheitlichen Gründen für 18 Monate in die USA zurückkehren, in gegenseitigem Einvernehmen blieb er und schrieb eine Serie von Artikeln über Religion und Aberglauben in China, die 1869 zu seinem Buch China and the Chinese führten. Nach ihrer Rückkehr lebten sie acht Monate in Japan und bis 1859 in Hangzhou. Zurück in Ningbo blieben sie wegen politischen Unruhen nur bis 1861 und gingen dann in die Provinz Shandong. Im August 1863 zerstöre eine Flut die Räumlichkeiten der Mädchenschule. Wegen einem Choleraausbruch mussten sie in den Süden ausweichen, und im Herbst 1864 gingen sie in die USA zurück, wo sie etwa vier Jahre blieben. Nevius hielt viele Vorträge in dieser Zeit. 1869 kehrten sie nach China zurück. 1871 zogen sie nach Chefoo bei Yantai, wo sie bis an ihr Lebensende blieben. Hier betrieb er nicht nur Evangelisation und Gemeindebau, sondern er richtete ab 1872 auch einen großen Fruchtgarten namens South Garden ein, weil er erkannte, dass die Chinesen zu wenig vitaminreiche Nahrung hatten und das Klima für Apfelbäume geeignet war. Dies war ein Beitrag gegen die große Hungersnot von 1876 bis 1879, die China heimsuchte und etwa einer Million Menschen das Leben kostete.
Der Chinese Zia wurde sein erster Nachfolger im christlichen Glauben, und durch ihn erkannte Nevius das Potenzial gut ausgebildeter einheimischer Evangelisten und Pastoren. Viel Zeit verbrachte er auf Reisen, um die entstandenen Kirchen an abgelegenen Orten seiner Provinz zu besuchen, um sie in der Jüngerschaft zu lehren und zu ermutigen. Im Sommer besuchten ihn jeweils 30 bis 40 Chinesen, um von ihm ein systematisches Bibelstudium zu lernen. Er setzte viel daran, die chinesischen Christen in eine gesunde Selbständigkeit zu führen, die später zur Drei-Selbst-Bewegung geführt hat (englisch: self-propagating, self-governing, and self-supporting churches). Daher waren ihm Bibelstudium, Selbstdisziplin und interdenominationelle Zusammenarbeit sehr wichtig. Er verfasste ein Handbuch, worin er wichtige Bibelverse, Bekenntnisse, Grundsätze, geistliche Regeln und Methoden aufnahm und ausführte. Wichtige Teile davon ließ er in den von ihm gegründeten Kirchen öffentlich aufhängen.
1890 wurde Nevius eingeladen, seine Methoden den neuen presbyterianischen Missionaren in Korea zu erklären. Seine Methoden und Prinzipien halfen wesentlich mit, die evangelische Missionsarbeit, Kirchengründung und Kirchenführung in Korea erfolgreich durchzuführen.

## Lehre
Nevius war nicht nur ein unermüdlicher Missionar, sondern auch ein Mensch, der seine Tätigkeiten und Methoden immer wieder überprüfte, um einen größtmöglichen Nutzen und Wirkungsgrad zu erreichen. Darüber schrieb er 1886 in seinem Werk Methods of Mission Work, die als Nevius-Methode bezeichnet werden kann. Er ließ sich bei seiner Missionsarbeit nicht von schwierigen Umständen beeindrucken und bestimmen, sondern er leitete sich und die zum Glauben gekommenen Menschen an, intensiv und sorgfältig die Bibel zu lesen, zu beten und dann auch Arbeitsmethoden zu vergleichen, um jeweils die beste auszuwählen. Er achtete darauf, von anderen Menschen zu lernen, aber auch deren Motive zu prüfen. Menschen, die durch ihn Christen geworden waren, stellte er bewusst nicht als bezahlte Mitarbeiter an, weil er entdeckt und erkannt hatte, dass eine solche Stellung einer gesunden charakterlichen und geistlichen Entwicklung abträglich war. Reischristen wurden damals Chinesen genannt, die nur wegen materiellem Vorteil zu Verkündigern der christlichen Botschaft wurden. Alle Christen sollen auf natürliche Art und Weise Zeugnis über ihren Glauben ablegen. Seine chinesischen Gehilfen, die Berufsleute waren, sandte er etwa alle zwei Monate zu den abgelegenen, kleinen und eigenständigen Missionsstationen, damit sie dort Sonntagsgottesdienste durchführen würden. Dazu gehörten eine weitgehend formlose Sonntagsschule, der eigentliche evangelische Gottesdienst, die Erzählung biblischer Geschichten und der Unterricht im Katechismus. Nevius hielt sie an, dass sie vor allem lehren und anleiten, jedoch möglichst nicht predigen sollten. Denn er verstand diese neuen Kirchen sehr stark als Schulungsort und Lernraum der jungen chinesischen Christen. Dazu gehörte, den Analphabeten das Lesen beizubringen, Bibelverse auswendig zu lernen, fortlaufend in der Bibel lesen zu lernen, biblische Geschichten zu erzählen und die biblische Lehre erfassen zu können. Die Einheimischen waren selbst verantwortlich für ihr eigenes Gotteshaus und dessen Einrichtung, das in der Regel ein gewöhnliches chinesisches Wohnhaus war. Er lehnte die Übernahme westlicher kirchlicher Strukturen ab, die oft hierarchisch waren, er wollte sich vielmehr am Neuen Testament orientieren. Die Missionsstationen sollten durch Ehrenamtliche geleitet werden und auch finanziell unabhängig von Missionaren und westlichen Kirchen sein, ähnlich wie es später die chinesische Drei-Selbstbewegung propagiert hatte. Persönlicher Erfolg stellte er hinter seine Pflicht, das Evangelium zu verkündigen, Seelen zu gewinnen und das Reich Gottes aufzubauen.

## Familie
Nevius lernte seine Frau Helen, genannt Nell, Coan (1833–1910) 1848 kennen, die Beziehung vertiefte sich 1852, und sie heirateten am 15. Juni 1853. Sie war ein wichtiges Gegenüber und unverzichtbarer Partner für seinen Dienst in China. Nachdem Nevius 1893 in China gestorben war, schrieb seine Frau eine 500 seitige Biographie über ihn und seinen außergewöhnlichen Missionsdienst. Sie starb auch in Yantai, wo sie im Chefoo Hill Temple Cemetery begraben wurde.

## Ehrungen
- 1869 Nevius erhielt einen Ehrendoktor des Union College, wo er studiert hatte.[6]

## Schriften (Auswahl)
- San-Poh, 1869.
- China and the Chinese, Harper and Row, New York 1869, 2018 und 2020.
- Methods of Mission Work, 1886; 4. Auflage unter dem Titel: The Planting and Development of Missionary Churches, Grand Rapids 1958; Nabu Press, 2013, ISBN 978-1-294-08428-0 und Legare Street Press, 2021, ISBN 978-1-014-44693-0.
  - Die Gründung und Entwicklung missionarischer Gemeinden, edition afem, mission classics, Band 4, Verlag für Kultur und Wissenschaft, Bonn 2001, ISBN 3-932829-23-9 (PDF; 10 MB).
- Demon Possession and Allied Themes, Fleming H. Revell, New York 1894 und 1896; 1970; Forgotten Books, 2013 und 2023.